# Reputation
Reputation je šesté studiové album americké zpěvačky Taylor Swift. Vyšlo dne 10. listopadu roku 2017. Vydání alba bylo oznámeno 23. srpna toho roku, kdy byl rovněž zveřejněn jeho obal. Jde o zpěvaččinu první desku od roku 2014, kdy vyšla nahrávka 1989. Do té doby její alba vycházela s dvouletými rozestupy. Na nahrávce „End Game“ se kromě Taylor Swift objevili i Ed Sheeran a rapper Future. V roce 2018 vyhrálo album na Billboard Music Award ocenění za nejprodávanější desku roku 2017. Album v sobě mísí hned několik témat, mezi nimi například špatnou reputaci, kterou v minulosti u svých kritiků měla či stále má a od níž se odvíjí celý název desky, pomstu nebo lásku a vztahy.

## Seznam skladeb
| Standardní edice | Standardní edice                      | Standardní edice                                                 | Standardní edice        | Standardní edice |
| Pořadí           | Název                                 | Autor                                                            | Produkce                | Délka            |
| ---------------- | ------------------------------------- | ---------------------------------------------------------------- | ----------------------- | ---------------- |
| 1.               | ...Ready for It?                      | Taylor Swift Max Martin Shellback Ali Payami                     | Martin Shellback Payami | 3:28             |
| 2.               | End Game (feat. Ed Sheeran & Future)  | Swift Martin Shellback Ed Sheeran Nayvadius Wilburn              | Martin Shellback        | 4:04             |
| 3.               | I Did Something Bad                   | Swift Martin Shellback                                           | Martin Shellback        | 3:58             |
| 4.               | Don't Blame Me                        | Swift Martin Shellback                                           | Martin Shellback        | 3:56             |
| 5.               | Delicate                              | Swift Martin Shellback                                           | Martin Shellback        | 3:52             |
| 6.               | Look What You Made Me Do              | Swift Jack Antonoff Richard Fairbrass Fred Fairbrass Rob Manzoli | Antonoff Swift          | 3:31             |
| 7.               | So It Goes...                         | Swift Martin Shellback Oscar Görres                              | Martin Shellback Görres | 3:47             |
| 8.               | Gorgeous                              | Swift Martin Shellback                                           | Martin Shellback        | 3:29             |
| 9.               | Getaway Car                           | Swift Antonoff                                                   | Antonoff Swift          | 3:53             |
| 10.              | King of My Heart                      | Swift Martin Shellback                                           | Martin Shellback        | 3:34             |
| 11.              | Dancing with Our Hands Tied           | Swift Martin Shellback Oscar Holter                              | Martin Shellback Holter | 3:31             |
| 12.              | Dress                                 | Swift Antonoff                                                   | Antonoff Swift          | 3:50             |
| 13.              | This Is Why We Can't Have Nice Things | Swift Antonoff                                                   | Antonoff Swift          | 3:27             |
| 14.              | Call It What You Want                 | Swift Antonoff                                                   | Antonoff Swift          | 3:23             |
| 15.              | New Year's Day                        | Swift Antonoff                                                   | Antonoff Swift          | 3:55             |
| Celková délka:   | Celková délka:                        | Celková délka:                                                   | Celková délka:          | 55:38            |